# Facebook Hacker Cup
Facebook Hacker Cup — міжнародне змагання з програмування, котре проводиться компанією Facebook. Започатковане у 2011 році з метою знаходження талановитих і креативних співробітників для компанії. Учасники повинні вирішити ряд алгоритмічних задач за фіксований проміжок часу, при цьому дозволяється використовувати будь-яку мову програмування та середовище розробки.
У 2011 році в змаганні брали участь понад 11000 людей з усього світу.

## Таблиця переможців
| Рік  | Перше місце         | Друге місце     | Третє місце      |
| ---- | ------------------- | --------------- | ---------------- |
| 2024 | Ziqian Zhong        | Yui Hosaka      | Mateusz Radecki  |
| 2023 | Геннадій Короткевич | Benjamin Qi     | Олексій Данилюк  |
| 2022 | Benjamin Qi         | Tiancheng Lou   | Marek Sokołowski |
| 2021 | Andrew He           | Олексій Данилюк | 蒋凌宇 (jiangly) |
| 2020 | Геннадій Короткевич | Benjamin Qi     | Andrew He        |
| 2019 | Геннадій Короткевич | Михаїл Іпатов   | Петро Мітрічев   |
| 2018 | Михаїл Іпатов       | Makoto Soejima  | Andrew He        |
| 2017 | Петро Мітрічев      | Park Sung Gwan  | Михаїл Іпатов    |
| 2016 | Makoto Soejima      | Yuhao Du        | Ting-Wei Chen    |
| 2015 | Геннадій Короткевич | Дмитро Соболєв  | Гліб Євстропов   |
| 2014 | Геннадій Короткевич | Томек Чайка     | Makoto Soejima   |
| 2013 | Петро Мітрічев      | Jakub Pachocki  | Marcin Smulewicz |
| 2012 | Roman Andreev       | Томек Чайка     | Tiancheng Lou    |
| 2011 | Петро Мітрічев      | Khúc Anh Tuấn   | Tiancheng Lou    |